# Libelits kyrka

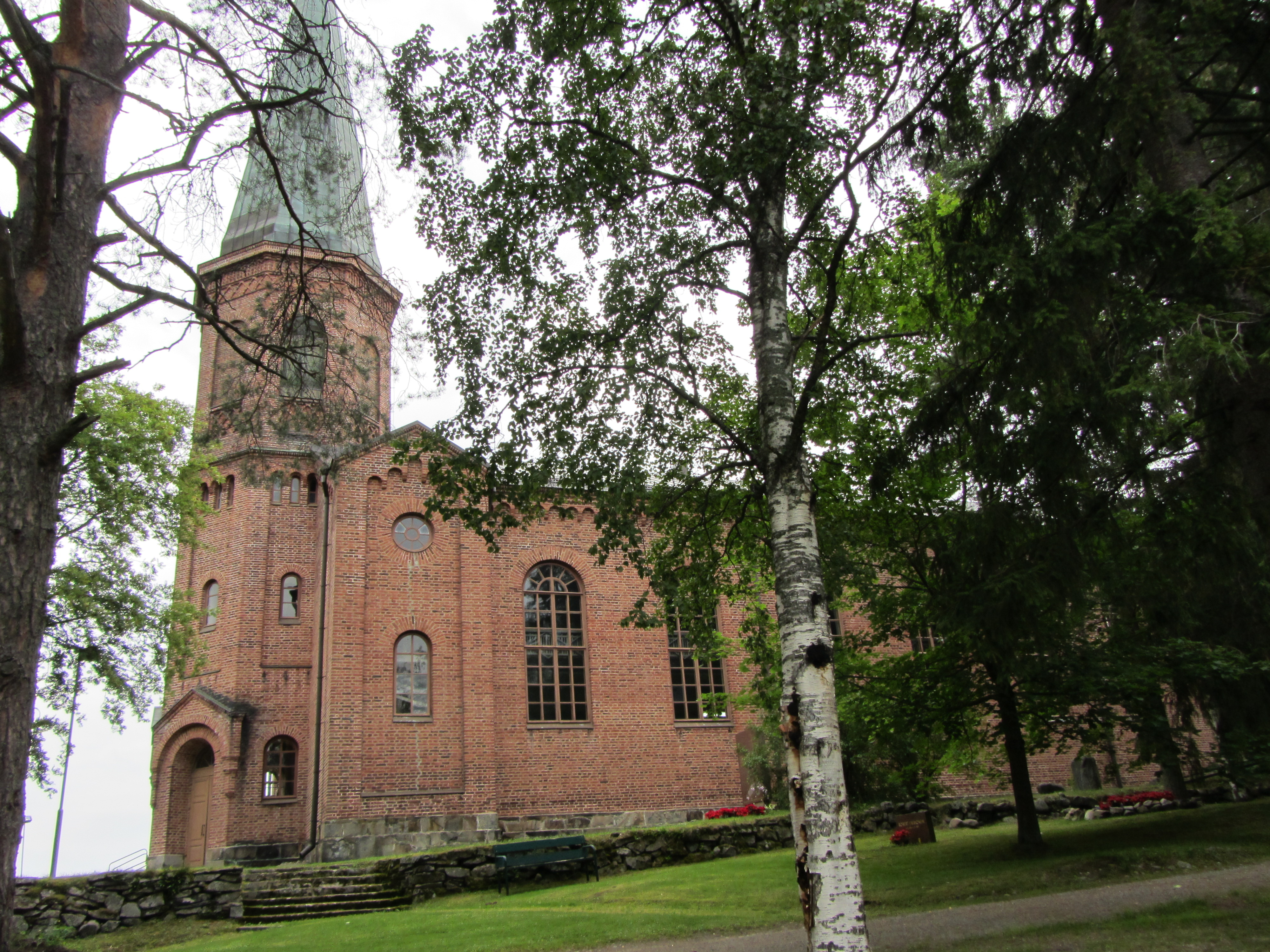
Libelits kyrka

Libelits kyrka är kyrkan för Libelits evangelisk-lutherska församling i Norra Karelen. Den ligger i centrum av centralorten i kommunen med samma namn.
Libelits församling (finska: Liperi) härstammar från 1630, då den avskildes till eget pastorat från Kides församling. Den nuvarande kyrkan är den femte kyrkan på samma plats. Den första kyrkan uppfördes efter år 1642, och den brändes ned av ryssarna 1656. Den andra kyrkan blev färdig 1669. Den övergavs 1770 och revs 1774. Församlingens följande kyrka uppfördes av Eskil Collenius 1757–1760 och den raserade 1838. Den fjärde kyrkan, nuvarande kyrkans föregångare, uppfördes åren 1838–1839 enligt ritningar av Carl Ludvig Engel. Enligt ritningarna var kyrkan en korskyrka med rätvinkliga,  utvidgningar i de inre hörnen. Korsmitten markerades av ett till planen kvadratiskt och med ett kupoltak avslutat torn. Kyrkans antändes av blixt och brann ned redan 1842.

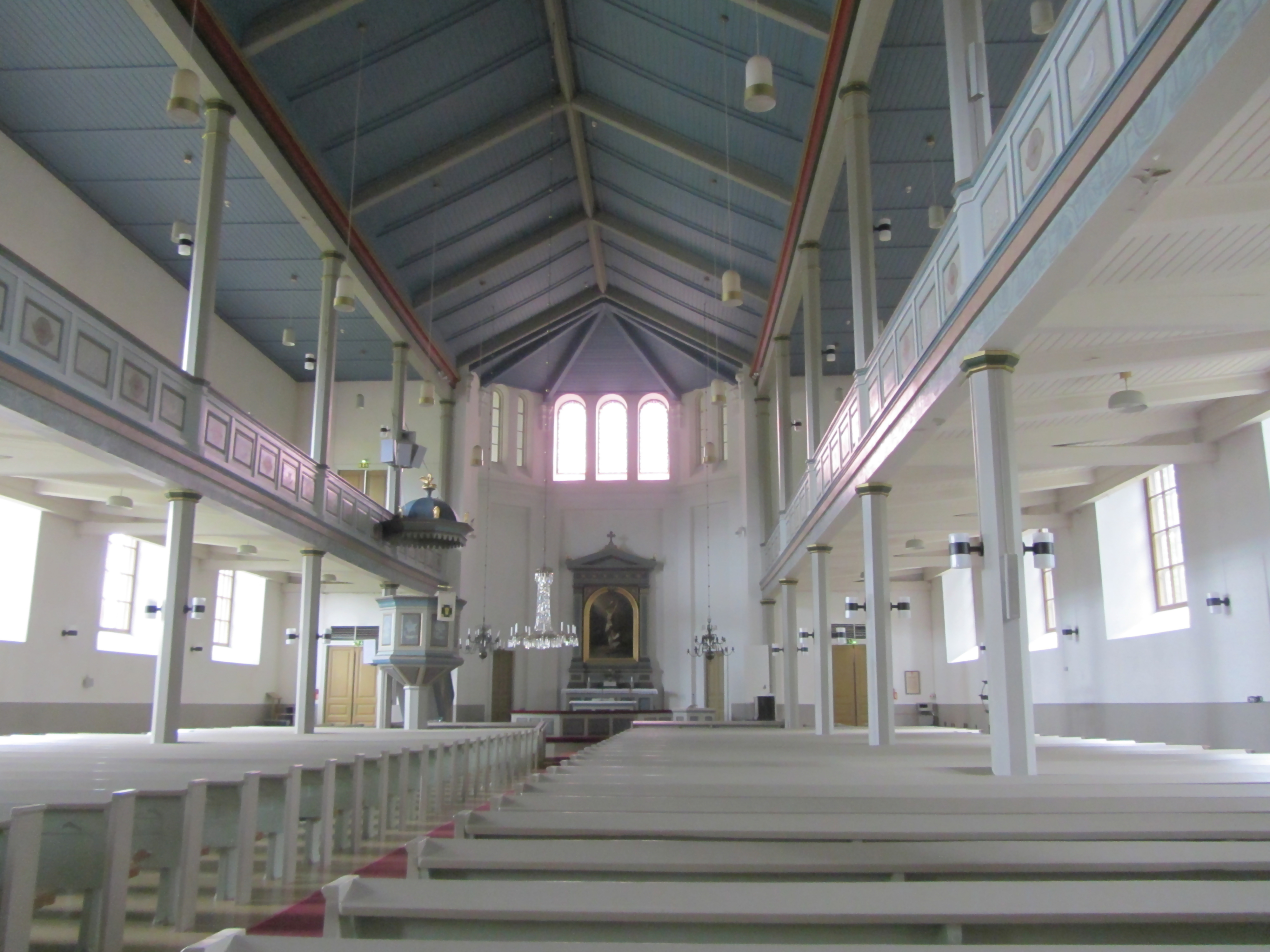
Libelits kyrka, interiör mot altaret

Den nuvarande kyrkan av tegel uppfördes åren 1854–1858 enligt ritningar av Georg Theodor Chiewitz. Kyrkan representerar nygotikens äldre period och är den äldsta tegelkyrkan i Norra Karelen. Kyrkan är en långkyrka med smalare tvärskepp nära varenda gaveln. Ingången markeras genom ett högt, till planen åttkantigt torn, avslutat med en spira. Träpelaren, som bär upp läktare, indelar kyrkan i tre skepp. Den mittersta täcks invändigt av ett brutet tak, sidoskeppen av plana tak. 
Kyrkans altartavla ”Kristus på korset” härstammar från den tidigare kyrkan. Den är från år 1842, målad i St. Petersburg av konstnären Berndt Godenhjelm. Kyrkans målningar är gjorda av Emil Ruokolainen 1928. Kyrkans orgel har 16 stämmor, (två manualer och pedal) och är tillverkad av orgelbyggeri Zachariassen och är den äldsta orgeln i Norra Karelen, från år 1879. I tornet hänger två klockor, vilka är tillverkade i Sverige år 1843. Kyrkan har plats för 1500 människor. I kyrkans torn finns en mindre samling av gamla kyrkliga föremål.